# Marija Pomagaj (slika)
Marija Pomagaj je nabožna slika Matere Božje z Detetom Jezusom, ki jo je naslikal Leopold Layer. Slika velja za sveto ikono in osrednji predmet češčenja v slovenskem narodnem romarskem središču – Baziliki Marije Pomagaj na Brezjah, v katere stranski kapeli se nahaja in po kateri nosi bazilika tudi ime (prej cerkev sv. Vida). Je najverjetneje najbolj znana slika v Sloveniji.

## Opis
Na sliki je upodobljena Mati Božja v sedečem položaju in z Detetom Jezusom v naročju na nevtralnem ozadju. Kompozicija je zasnovana v zlatem rezu. Marijin obraz in pogled sta obrnjena nekoliko na levo, vendar neposredno proti gledalcu. Z rokama nežno drži golega Jezusa, on pa je z obrazom naslonjen na njeno lice, s pogledom usmerjenim vanjo. Jezus se ji z levo roko oklepa za vrat, z desno pa jo boža po bradi. Jezus stoji na svoji levi nogi, s katero se odriva iz Marijine leve noge. Oba obraza zaznamuje blag prijazen nasmešek. Glavi pokriva enotna bela prosojna tančica.
Za razliko od Cranachove originalne slike, znane v več sto kopijah, je Layerjeva podoba bolj »posodobljena«, saj ji je avtor oblačila, na originalu renesančna, barokiziral v gube, značilne za 18. stoletje. Barve so drugačne, manj kontrastne, kakor pri nemškem originalu. Marija je upodobljena do kolen, prirezano, podobno, kot jo je upodobil Cranach. Cranachova podoba ima bolj izrazite oranžne tone in Marijini lasje so svetlejši. Prefinjen je tudi pajčolan, spuščen čez čelo.
Slika na Brezjah je narejena v kombinirani tehniki tempera in oljne barve. Layerjev podpis se nahaja na hrbtni strani spodaj, kjer piše v latinščini »Leopold Layer Pix« (»Naslikal Leopold Layer«), vendar brez letnice nastanka. Podokvir je iz smrekovine, uporabljeni žeblji so ročno kovani in so bili najbrž izdelani v Kropi. Slikar Riko Debenjak, ki je naslikal odlično kopijo Layerjeve slike, je domneval, da je oker barva na sliki bohinjskega izvora.
Slika je imela prvotno lesen okvir. Sedanjega je leta 1977 zasnoval arhitekt Tone Bitenc. Ta je rezljan in pozlačen in sestavljajo ga akantovi listi.

## Zgodovina

### 19. stoletje
Sliko je Layer naslikal kot kopijo znane milostne podobe Lucasa Cranacha st., ki se nahaja v glavnem oltarju Stolnice sv. Jakoba v Innsbrucku. Ker natančne reprodukcije na prehodu v 19. stoletje še niso bile mogoče, je Layer sliko najbrž naslikal po neki drugi predlogi, morda celo podobici innsbruške slike. Avguštin Stegenšek je domneval, da mu je za vir služil bakrorez Karla Schleicha.
Natančna letnica nastanka slike ni znana. Stroka se nagiba k letnici 1800, ko je bila k takratni cerkvi sv. Vida prizidana kapela Marije Pomagaj. Kljub temu se v literaturi pogosto pojavlja letnica 1814, ki pa nima zgodovinske osnove. Leopold Layer je bil leta 1810 zaprt zaradi ponarejanja denarja, poleg tega pa mu je leta 1811 v velikem kranjskem požaru pogorela še hiša z ateljejem. Še v zaporu naj bi se Mariji zaobljubil, da bo poslikal omenjeno kapelo, če bo rešen stiske. To je leta 1814 tudi izpolnil. Pogosto je pri tej zgodbi navedeno tudi, da je ob isti priliki naslikal še milostno podobo Marije Pomagaj. K letnici 1800 se je nagibal že duhovnik in umetnostni zgodovinar Josip Dostal, ki je v časopisu Bogoljub objavil članek in poskušal dokazati svojo domnevo. V njem omenja pismo, ki ga je Urban Ažbe, župnik v Mošnjah (1796–1819), napisal Francu Julianiju, kuratu pri Svetem Joštu nad Kranjem, o razmerah v času francoske okupacije. Pismo je sicer objavil že Josip Gruden leta 1909 v Izvestjih Muzejskega društva za Kranjsko in ga datiral v čas po veliki noči leta 1811 ali 1812. V tem pismu si med drugim sledi: K tej podobi so ves postni čas prihajali tako pogosto in v tolikih množicah ljudje iz okoliških župnij, da je do pet tujih duhovnikov ondi maševalo. Dne 2. aprila so prišle štiri procesije pod vodstvom svojih dušnih pastirjev. Bilo je toliko ljudstva, da niti polovica ljudi ni mogla v cerkev in da so vse klopi polomili. Dostal je ta navedek komentiral kot dejstvo, na katerega je bil Ažbe gotovo ponosen, zato ni misliti, da bi Ažbe podobo, ki je privabljala tolikšne množice romarjev, kasneje nadomestil z novo podobo. Layerjevo zaobljubo iz leta 1814, da poslika kapelo, si je tako razlagal kot logično slikarjevo odločitev, da bi še bolj pripomogel k češčenju podobe, ki jo je sam naslikal in ki so jo že do tedaj tako množično častili. Ta razlaga vseh ni prepričala in tako so se še naprej pojavljale legendarne navedbe, da je Layer sliko naslikal v zaporu oziroma kasneje po izpustitvi. Verjetneje je takrat naslikal eno od replik svoje znane slike.
K začetku bolj množičnih romanj so tako najbrž pripomogle stiske francoske okupacije v letih 1809–1813, ki so k milostni podobi privabljale vse več prošnjikov ter s tem cerkev vse bolj in bolj spreminjale v romarski kraj. Delno je morda k temu pripomogla tudi prepoved romanj in raznih pobožnosti, ki jo je uzakonil cesar Jožef II. še v 18. stoletju.
Odločilno so k razširjenosti pripomogli čudeži, ki so bili sploh na začetku dobro dokumentirani. 22. septembra 1863 je na Brezje priromala osemnajstletna Marija »Mica« Tavčar iz Begunj, potem ko je dvakrat sanjala, da jo Marija Pomagaj kliče k sebi. Zaradi hude bolezni je njena noga ostala skrčena in trda, ta dan pa je med mašo iskreno molila k Mariji in noga se ji je zravnala, tako da je berglo, brez katere sicer ni mogla hoditi, ob povratku domov pustila kar tam. Priča tega dogodka je bil tudi kasnejši ljubljanski škof Anton Bonaventura Jeglič. Naslednja ozdravitev se je pripetila že 2. oktobra. Takrat je enajstletna Marija Janc iz Zgoše pri Begunjah, ki jo je bolezen tako prizadela, da ji je popolnoma skrivila desno nogo – tako da je bila peta spredaj, prsti pa zadaj, molila in šla trikrat okoli oltarja. Ko je nato pokleknila pred oltar, je začutila, kakor bi ji kdo nogo z oljem mazal brez vsakih bolečin. Noga se je začela polagoma stegovati in ona je naenkrat z nogo stopila. Poleg bolnikov je v Brezje prihajalo tudi vse več votivnih podob, ki so jih darovali ozdravljeni romarji iz zaobljube (ex voto) in jih nameščali po stenah kapele. Že omenjeni Jeglič, po rodu iz bližnjih Begunj, je svoje dvome v zvezi z odločitvijo za duhovniški poklic (posvečen leta 1873), razreševal prav pri Mariji Pomagaj in njej pripisoval svojo dokončno privolitev za duhovnika.

### 20. stoletje
Frančiškani so kot oskrbniki romarske cerkve prišli tudi na idejo, da bi podobo Marije okronali, kakor je bila ponekod navada. Tako se je škof Jeglič 16. marca 1907 s to prošnjo obrnil na Sveti sedež, od koder je 24. junija dobil pritrdilen odgovor. Takoj so se lotili obsežnih priprav. Izdelavo dveh kron so zaupali ljubljanskemu zlatarju in pasarju Ivanu Kregarju, frančiškanski provincial Placid Fabiani pa se je osebno angažiral za zbiranje kovine in dragih kamnov za okrasje. Na veliki šmaren, 15. avgusta, se je nato zgodila še ozdravitev, ko je domačinka iz Brezij, Marija Finžgar, ozdravela in pustila bergle na steni kapele. 1. septembra je nato sledilo slovesno kronanje, ki ga je opravil Jeglič ob prisotnosti 111 duhovnikov in 30.000 ljudi.
Junija 1910 so na Brezjah našteli 242 bergel, ki so jih romarji pustili po ozdravitvah, 293 votivnih podob z natančnimi podatki in 188 slik z vsaj nakazanimi prejetimi milostmi. Leta 1935 so našteli 977 votivnih predmetov, pri čemer so ocenili, da jih verniki v povprečju na leto darujejo od 60 do 80.
Istega leta, 1935, je slika prvič v svoji zgodovini tudi zapustila Brezje, ko so jo z dovoljenjem škofa Gregorija Rožmana za nekaj dni odpeljali na II. evharistični kongres za Jugoslavijo v Ljubljano. Sliko so na Brezjah najprej zapečatili in naredili zapisnik. Za namen prevoza so organizirali poseben avtomobil, ki so ga izdatno okrasili, v koloni pa so bili prisotni še drugi avtomobili z imenitnimi gosti. Celotna pot je bila izredno slovesna, saj so bili načrtovani postanki, na katerih so ljudje Marijino podobo vsakokarat prisrčno sprejeli. Pot jih je vodila čez Podbrezje, Naklo, Kranj, Predoslje, Šenčur, Velesovo, Cerklje na Gorenjskem, Komendo, Mengeš, Domžale, Trzin v Ljubljano. Povsod je sprevod pričakala velika množica vernikov, pogosto oblečenih v narodne noše. Kraji so bili okrašeni s cvetjem, mlaji in zastavami, na oknih hiš so bile sveče, ljudje so delali špalirje, mahali z belimi robci, obsipavali avto s cvetjem, poklekali, molili, peli Marijine pesmi, igrale so godbe. Pred ljubljansko stolnico je sliko sprejel škof Rožman, nato pa so jo z nosili prenesli v cerkev ter jo dali na stranski oltar sv. Dizme. Sliko je prišel počastiti tudi že ostareli škof Jeglič. Po otvoritveni slovesnosti v nabito polni stolnici je sliko vso noč obiskovalo ogromno vernikov. Naslednji dan so jo prenesli na stadion, kjer so se odvijale nadaljnje slovesnosti. Zadnji dan kongresa, 30. junija, so sliko takoj po zaključku peljali nazaj proti Brezjam. Tokrat so šli čez Šentvid, Medno, Presko, Soro, Škofjo Loko, Žabnico, Kranj in nato naravnost na Brezje. Povsod ob poti so bili podobni prizori ljudi. 1. julija, dan po zaključku kongresa, so Brezje v zahvalo za uspeli kongres obiskali papežev legat, poljski kardinal August Hlond, in vsi soudeleženi škofje, skupaj z apostolskim nuncijem v Beogradu.
Leta 1938 se je zgodilo ozdravljenje Tončke Krajnik. Ko je bila Tončka stara 7 let, jo je ob raznašanju časopisa napadel pes. Posledice ugriza so bile tako hude, da je skoraj popolnoma ohromela. Ko sta jo starša pripeljala na Brezje, je med mašo ozdravela. Po tem dogodku so k njej prišli trije gospodje in ji obljubili šolanje in veliko denarja, vendar pod pogojem, da bi govorila, da ni bila bolna in da še nikoli ni bila na Brezjah. Njihovo ponudbo je zavrnila. Kasneje je postala redovnica usmiljenka, režiser David Sipoš pa je o njeni ozdravitvi posnel kratkometražni film Čudež.
Ob nemški okupaciji leta 1941, ko je nova oblast zasegla cerkvene prostore, je frančiškanu Jozafatu Finžgarju, sinu Marije Finžgar, ki je ozdravela leta 1907, in edinemu, ki so mu Nemci dovolili ostati na Brezjah, uspelo pod pretvezo, da je mizarski pomočnik, sliko odstraniti iz oltarja in jo nadomestiti s kopijo. Z vlakom jo je pretihotapil v Ljubljano, od tam pa prek Novega mesta na Hrvaško v Karlovec in naprej v Trsat. Tam je slika ostala dve leti, dokler je niso 19. maja 1943 pripeljali v Ljubljano. 29. maja je z njo romalo več kot 25.000 vernikov na Rakovnik. Zatem so sliko prenesli v stolnico in jo postavili na stranski oltar sv. Dizme. 30. maja se je pred njo cela ljubljanska škofija posvetila Brezmadežnemu Srcu Marijinemu.
Po vojni je bilo določeno, da se na mali šmaren, 8. septembra, slika vrne na Brezje, vendar do tega ni prišlo, saj Brezjani niso hoteli podpisati obljube, da bodo prenehali s plesi v samostanski dvorani. Romarji so začeli oblegati Brezje zlasti leta 1946, mnogi med njimi, da bi izpolnjevali dane zaobljube. Veliko jih je bilo, ki so se jokali in pritoževali, da na Brezjah niso našli izvirne Marijine podobe. Čeprav je bila le-ta v Ljubljani, je večina Slovencev vendarle romala na Brezje, ne v Ljubljano. 1. decembra 1946 je bil v stolnici, prav pri oltarju sv. Dizme, posvečen v škofa Anton Vovk, kasnejši ljubljanski nadškof. Kot je zapisal Vovk v svojih spominih, si je štel za posebno milost, da mu je med posvečenjem drugovala Pomočnica iz Brezij kot najljubši svat. Do prenosa slike nazaj na Brezje je prišlo šele 15. junija 1947, na god svetega Vida, zavetnika cerkve. Mnogi Ljubljančani so temu oporekali, češ da je podoba dosti obiskana, da je v središču Slovenije, ali celo, da bo stolnica brez podobe gospodarsko prizadeta. Pred prenosom so izvedli tridnevnico (od četrtka do sobote), ki je bila izredno številčno obiskana in ki je bila namenjena tudi poslovitvi vernikov od zdaj že domače podobe. Mnogi Ljubljančani so zadnji dan ostali do polnoči v stolnici in molili, nato pa so jo peš mahnili na Brezje. Na Brezjah je podobo pričakala ogromna množica vernikov, vsi so mahali z belimi robci in na glas jokali. Vovk je zatem v nabito polni cerkvi daroval pontifikalno mašo. V naslednjih mesecih so se množice vernikov še povečale. Verniki so romali zlasti z vozovi, peš, s kolesi ter z vlakom, čeprav je oblast poskušala romanja ovirati tako, da so na primer v Ljubljani vse romarje nagnali v zadnje vagone in jih naposled pustili kar na postaji. Dogajalo se je tudi, da so do Otoč izdajali samo omejeno število vozovnic ali da so po Dolenjskem razširili novice, da se vozovnice do Otoč sploh ne prodajajo. Kljub temu so verniki potovali do drugih postaj in preostanek prepešačili. Na veliki šmaren, 15. avgusta, se je pripetilo, da je ponoči ugasnila elektrika, in ko je znova zasvetila, so bili natrošeni listki s protidržavno vsebino. OZNA je zato natančno preiskala samostan in pri tem dva frančiškana aretirala ter za dva meseca zaprla, nakar sta bila brez preiskave izpuščena. V tem času je bilo veliko tudi obtoževanja po časopisih, kar pa v splošnem vernikov ni odvračalo od romanj.

## Razširjenost
Layer je poleg izvirne brezjanske podobe naslikal še dve, ki se nekoliko razlikujeta po formatu, svetlem ozadju, finosti slikarske obdelave, značilnostih oblačil in še drugimi podrobnostmi. Hranita ju:
- Cerkev sv. Marije Magdalene, Rupa (v atiki oltarja)
- Cerkev sv. Radegunde, Breg pri Žirovnici[3]

Zaradi priljubljenosti slike se je kasneje pojavilo še mnogo kopij, ki se nahajajo v različnih krajih, med njimi:
- Cerkev Marijinega vnebovzetja, Kranj Primskovo
- Cerkev Marijinega vnebovzetja, Lesce
- Cerkev sv. Martina, Moravče, avtorica Pia Garantini
- Cerkev sv. Mihaela, Barje, Črna vas
- Križniški samostan Šiška
- Uršulinski samostan Škofja Loka[14]
- Bazilika Lujanske Matere Božje, Luján, Argentina, hrani kopijo Marijana Koritnika.[15]
- Slovensko versko središče Lemont, Illinois, Združene države Amerike, hrani kopijo Blaža Farčnika.[16]
- Bazilika Marijinega brezmadežnega spočetja, Washington, Združene države Amerike, vsebuje okoli 70 kapel, od katerih jih je večina posvečenih raznim Marijinim patrocinijem. Ena izmed kapel je posvečena tudi Mariji Pomagaj iz Brezij.[17]
- Leta 1939, ko se je v Rimu odvijal svetovni kongres organizirane katoliške ženske mladine, so zastopnice slovenskih katoliških deklet papežu Piju XII. poklonile kvačkano podobo Marije Pomagaj.[11]
- Leta 1997 je njeno podobico skupaj s slovensko zastavo v vesolje ponesel ameriški astronavt slovenskih korenin Jerry Michael Linenger.[5]
- Bazilika Gospodovega oznanjenja, Nazaret, Izrael, ima vitraž, ki ga je leta 2023 izdelal akademski slikar Lojze Čemažar. Nad in pod medaljonom s podobo Marije Pomagaj se nahaja 5 angelov, ki prepevajo in igrajo v čast troedinega Boga. Najvišji angel drži tudi visoko privzdignjeno svetilko, ki naznanja, da je z Jezusovim učlovečenjem po Mariji prišlo odrešenje – luč na svet.[18]

## Galerija
- Izvirna podoba (de), ki jo je po letu 1537 naslikal Lucas Cranach st. in se nahaja v Stolnici sv. Jakoba, Innsbruck, Tirolska, Avstrija
- Glavni oltar z Marijino podobo v innsbruški stolnici
- Bazilika na Brezjah s kapelo Marije Pomagaj (na desni s kupolo)
- Oltar s sliko leta 1928. Na stropu so deloma še vidne izvirne Layerjeve freske.
- Oltar s sliko leta 2013
- Kapela Marije Pomagaj v Baziliki Marijinega brezmadežnega spočetja, Washington, Združene države Amerike